# Coupe d'Algérie de basket-ball 1975-1976
Navigation
Coupe d'Algérie 1974-1975 Coupe d'Algérie 1976-1977
La Coupe d'Algérie 1975-1976 est la 8e édition de la Coupe d'Algérie de basket-ball, compétition à élimination directe mettant aux prises des clubs de basket-ball amateurs et professionnels affiliés à la fédération algérienne de basket-ball.

## Résultats

### Finale
La finale se déroule le 16 mai 1976 dans la salle Harcha Hassen d'Alger.
El-Dark El-Watani - CS DNC Alger : 85-78 
- El-Dark El-Watani : Zenati, Khaies, Djaidjai, Aiouaz, Adjouri, Ould Hocine, Nefai, Man, Si Hassan.
- CS DNC Alger : Terai (1), Terai (2), Terai (3), Bisker, Khoukhi, Chachoua, Dali, Ndiebe, Man, Abdelhadi[1].